# دون رينولدز
دون رينولدز (بالإنجليزية: Don Reynolds)‏ هو لاعب كرة قدم أمريكية أمريكي، ولد في 16 أبريل 1953 في أركدلفيا في الولايات المتحدة.

## وصلات خارجية
- دون رينولدز على موقعبيزبول رفرنس.كوم (الدوري الرئيسي) (الإنجليزية)
- دون رينولدز على موقعبيزبول رفرنس.كوم (الدوري الثانوي) (الإنجليزية)